# Münchener Freiheit
Münchener Freiheit (também conhecidos apenas por Freiheit) é um grupo alemão do gênero pop e rock que já lançaram 17 álbuns,dos quais 6 foram ouro e já venderam cerca de 5 milhões de cópias na Europa. Originários de Munique, na Alemanha, o seu nome traduz-se como "Libertad de Múnich". São considerados parte do movimento musical Neue Deutsche Welle.
São conhecidos no mundo da língua inglesa pela canção "Keeping The Dream Alive", que alcançou o Top 15 no Reino Unido quando lançada, fazendo  dos Münchener Freiheit uma banda One-hit wonder. Devido ao seu lançamento em dezembro e som rico orquestral, "Keeping the Dream Alive" ainda recebe vários airplay na época do Natal e pode ser encontrado incluído em muitos álbuns de compilação de Natal. Nos Estados Unidos da América, a canção não conseguiu alcançar êxito quando ele foi originalmente lançada, ganhando o favor do público americano somente depois de aparecer na trilha sonora do filme Say Anything.... O single tem recebido exposição adicional nos Estados Unidos graças ao concurso de talentos American Idol na rede de televisão Fox. A canção tem sido usada nas últimas temporadas como pano de fundo para montagens de vídeo com concorrentes no programa.

## Carreira musical

### Primeiros anos
A banda, composta por Stefan Zauner (vocais, teclados), Aron Strobel (guitarra e vocais), Rennie Hatzke (bateria), Michael Kunzi (baixo e vocal) e Alex Grünwald (teclado), foi formada no início da década de 1980. Seu primeiro álbum, Umsteiger, lançado em 1982, era uma forma "áspera-em torno dos bordos" de New Wave que mostra o lado agresivo de Zauner, contrastando com a suas típicas composições. Isso foi seguido um ano mais tarde por Licht, que os levou numa direção mais "synthpop". O álbum seguinte da banda, Herzschlag einer Stadt, em 1984, foi um recorde mais comercial de New Wave que gerou um hit Top 30 na Alemanha, Oh Baby.

### Êxito
O primeiro álbum de grande sucesso da banda veio em 1986 com Von Anfang (Do inicio). Com o título, o álbum continha uma seleção de novos singles, uma versão ao vivo inédita de "Zeig mir die Nacht" (de Umsteiger), dois remixes e uma faixa ocasional dos seus dois álbuns anteriores. Seu sucesso foi devido em grande parte aos seus singles de sucesso original, Ohne Dich (Schlaf 'ich heut' nacht nicht ein) e Tausendmal Du.

### Carreira internacional
Após o sucesso de Von Anfang an e de Traumziel, a banda prosseguiu sucesso internacional e começou a gravar músicas de seus álbuns em inglês. O resultado foi Romancing in the Dark, contendo versões em inglês de seis canções de Traumziel mais três maiores sucessos em alemão. A maioria das letras em inglês foram escritas pela banda com a ajuda de alguns autores, banda confiava depois as letras em inglês a Tim Touchton e Curtis Briggs. O álbum foi lançado em toda a Europa, a obtenção de sucesso na Suécia, Noruega e Holanda. Em 1987 ganharam o prémio Berolina.
Em 1988, Münchener Freiheit lançaram Fantansie na Alemanha e a sua versão em inglês, Fantasy (álbum de Münchener Freiheit)|Fantasy]]. Ao contrário de Romancing in the Dark, Fantasy continha todas as músicas da sua versão alemã. O álbum foi ignorado nos Estados Unidos, mas teve um sucesso moderado na Europa. Freiheit não voltou a lançar álbuns em inglês nos Estados Unidos. No entanto, na sua terra natal, Fantasie foi um sucesso, passar 8 semanas no Top 10 e colocando dois singles no Top 15: "So lang' man Träume noch leben kann" e "Bis wir uns wiederseh'n".
O álbum seguinte, Purpurmond, foi o último álbum a ser regravada em inglês sob o título Love is No Science. Nove das onze canções foram regravadas em inglês, juntamente com uma segunda re-gravação de "Tausendmal Du", desta vez intitulado "All I Can Do".

### De 1991 à atualidade
Apesar de 1991 ter sido um ano calmo para a banda, Zauner e Strobel ainda estiveram ativos, lançando o álbum Living in the Sun sob o nome de Deuces Wild. O álbum foi gravado em inglês com a maioria das letras escritas por Tim Touchton, que haviam trabalhado com a banda desde Fantasy.
Apesar da recepção moderada de Purpurmond, a banda retornou ao Top 10 em 1992, com Liebe auf den ersten Blick, alcançando um Top 15 com a faixa-título. A banda também representou o seu país no Festival Eurovisão da Canção 1993, terminando em 18º lugar com sua canção "Viel zu weit". Lançaram um single com a música interpretada em quatro línguas, mas só teve uma receção moderado nas paradas musicais alemãs. A banda voltou um ano depois com o álbum Energie (1994), que os levou de volta para o Top 30, apesar de seus dois próximos álbuns, Entführ' mich (1996) e Schatten (1998, com capa desenhado por Klaus Voorman), não conseguirem chegar.
Trocando a Sony Music por EastWest, a banda mudou-se para o pop convencional no álbum seguinte, Freiheit die ich meine (2000). O álbum entrou no Top 50 alemão. A banda mudou gravadora de novo para a Koch International, lançando dois álbuns Wachgeküsst (2002) e Geile Zeit (2004). Embora esses álbuns tenham usado uma fórmula comercial semelhante a Freiheit die ich meine, ambos os álbuns permaneceram nas últimas posições do Top 100 alemão.
Münchener Freiheit continuaram a gravar e a fazer turnês, celebrando seu 25º aniversário com a duplo retrospectiva Alle Jahre, Alle Hits (2005) e um novo single "Du bist das Leben".

## Discografia

### Álbuns de estúdio em alemão
- Umsteiger (1982)
- Licht (1983)
- Herzschlag einer Stadt (1984)
- Traumziel (1986)
- Fantasie (1988)
- Purpurmond (1989)
- Liebe auf den ersten Blick (1992)
- Energie (1994)
- Entführ' mich (1996)
- chatten (1998) (capa do álbum desenhado por Klaus Voorman)
- Freiheit die ich meine (2000)
- Wachgeküsst  (2002)
- Geile Zeit (2004)
- XVII (17) (Jan. 2007)
- Eigene Wege' (2009)
- Ohne Limit (2010)
- Mehr (2013)
- Schwerelos (2016)

### Álbuns ao vivo em alemão
- Freiheit Live (1990)
- Alle Jahre-Alle Hits DVD do concerto ao vivo, 24 Feb. 2005 (2005)

### Compilações em alemão
- Von Anfang an (1986)
- Ihr großten hits (1992)
- Schenk mir eine Nacht (1994)
- Definitive Collection (1997/1998)
- Simply the Best (1999) (Relançado como Tausendmal Du em 2001)
- Alle Jahre, Alle Hits (2005)

### Álbuns de estúdio em inglês
- Romancing in the Dark (1987)
- Fantasy (1988)
- Love is No Science (1990)

### Singles em inglês
- "Every Time"
- "Play It Cool"
- "Baby It's You"
- "Back To The Sunshine"
- "Keeping the Dream Alive"
- "Kissed You in the Rain"
- "Diana"
- "All I Can Do"